# Euginoma vermiformis
Euginoma vermiformis är en mossdjursart som beskrevs av Jullien 1883. Euginoma vermiformis ingår i släktet Euginoma och familjen Cellariidae. Inga underarter finns listade i Catalogue of Life.